# Jaguapitã
Jaguapitã este un oraș în Paraná (PR), Brazilia.